# Sarobides inconclusa
Sarobides inconclusa là một loài bướm đêm trong họ Noctuidae.